# Kuwaitische Fußballnationalmannschaft (U-23-Männer)
Die kuwaitische U-23-Fußballnationalmannschaft ist eine Auswahlmannschaft kuwaitischer Fußballspieler. Sie untersteht dem kuwaitischen Fußballverband KFA und repräsentiert diesen international auf U-23-Ebene, etwa in Freundschaftsspielen gegen die Auswahlmannschaften anderer nationaler Verbände, bei U-23-Asienmeisterschaften, dem U-23-Turnier des Golfpokals sowie den Fußballturnieren der Olympischen Sommerspiele und der Asienspiele.
Bisher konnte sich die Mannschaft zweimal für das olympische Fußballturnier qualifizieren, kam aber beide Male nicht über die Gruppenphase hinaus. An der U-23-Asienmeisterschaft nahm Kuwait einmal teil, schied dabei aber ebenfalls bereits in der Gruppenphase aus. Den U-23-Golfpokal konnte die Mannschaft bisher nicht gewinnen, erreichte aber 2010 und 2015 jeweils den zweiten Platz. An den Asienspielen nahm Kuwait viermal teil und schaffte es 2002 in das Viertelfinale.
Spielberechtigt sind Spieler, die ihr 23. Lebensjahr noch nicht vollendet haben und die kuwaitische Staatsangehörigkeit besitzen.

## Bilanzen
| Olympische Spiele - 1992: Gruppenphase - 1996: Nicht qualifiziert - 2000: Gruppenphase - 2004 bis 2020: Nicht qualifiziert U-22-/23-Asienmeisterschaften - 2014: Gruppenphase - 2016: Nicht qualifiziert - 2018: Nicht teilgenommen - 2020: Nicht qualifiziert Asienspiele - 2002: Viertelfinale - 2006: Gruppenphase - 2010: Achtelfinale - 2014: Gruppenphase - 2018: Nicht teilgenommen | U-23-Golfpokal - 2008: Gruppenphase - 2010: Zweiter - 2011: Gruppenphase - 2012: Gruppenphase - 2013: Dritter - 2015: Zweiter |